# Амелий
Аме́лий Гентилиа́н (лат. Amelius Gentilianus; III в., род. в Этрурии) — античный философ, представитель неоплатонизма.

## Биография
Ученик Плотина (с 246 года), первый из его постоянных слушателей (Плотин считал Амелия своим самым проницательным учеником). До Плотина учился у стоика Лисимаха; чтил пифагорейца и платоника Нумения (как сообщается, собрал и выучил наизусть почти все его сочинения), в то же время возможно испытал влияние философии Крония.
В 269/269 покинул Рим и переехал в Апамею (Сирия), родной город Нумения, где, вероятно, основал собственную школу. Разработал и систематизировал учение Плотина о тройственности Нуса, неоплатоническую диалектику мифа.

## Сочинения
Сочинения Амелия не сохранились; сведения о трудах восстанавливаются по различным источникам. Порфирий подчеркивает у Амелия тщательность письменного слова:
«Амелий хоть и следовал по стопам Плотина, но был неподражаем в отделке частностей и особенно усердствовал в обстоятельности слога, в полную противоположность своему учителю».
По сообщениям различных источников, будучи в школе Плотина, Амелий вел записи бесед Плотина и правил написанные им тексты (записи составили около 100 книг). Написал «Об отличии учения Плотина от учения Нумения» — против обвинявших Плотина в заимствованиях у Нумения; «О недоумениях Порфирия» — адресованное Порфирию разъяснение учения Плотина о том, что вне Ума нет умопостигаемого; 40 книг против гностика Зостриана — в связи с полемикой кружка Плотина против гностиков.
Амелию, вероятно, принадлежали комментарии к диалогам Платона «Тимей», «Государство», «Парменид» и «Филеб»; сочинение «О справедливости согласно Платону»; оригинальное толкование «II Письма» Платона о трех царях (под какими Амелий понимал три ума — ум, который есть умопостигаемое; ум, который обладает умопостигаемым и ум, который созерцает умопостигаемое — которые трое суть три демиурга). Амелию принадлежит толкование «Евангелия от Иоанна», в прологе которого Амелий отождествляет Логос с мировой душой.

## Учение

### Тройственность Нуса
У Плотина, несмотря на значительную диалектическую системность, многие положения учения ещё не достигают терминологического закрепления. О том, что плотиновский Нус имеет тройственный характер — содержит в себе и бытие, и жизнь, и мышление — можно судить по многим текстам Плотина. Амелий фиксирует эту ноуменальную триаду системно-терминологически (собственно ум ὁ ὤν, сущий, второй ум — умопостигаемое первого и третий ум — умопостигаемое второго), отождествляя их с тремя демиургами, тремя царями Платона (которые в диалоге «Тимей» определены как сущий, обладающий и зрящий и соотнесены с Фанетом, Ураном и Крон[ос]ом орфиков).
Первый элемент в такой триаде демиургического Ума Амелий отождествляет с подлинным живым существом:
«Амелий представляет демиурга тройственным и [представляет] три ума, трех царей — сущего, обладающего и зрящего. При этом они разделяются так, что первый ум сущностно есть то, что он есть; второй есть то, что в нем мыслимо (поскольку всецело причастен тому, что [есть] до него, потому-то он и второй); третий есть то, что находится в нем [первом] и в [то же время] является этим последним [вторым]. Именно весь ум тождествен с сочетающимся с ним мыслимым умом. Ведь он обладает тем, что есть во втором уме, и видит первый ум. Поэтому чем больше удаление, тем слабее обладание. Амелий подразумевает под этими тремя умами трех демиургов, являющихся тремя царями у Платона и тремя у Орфея, то есть Фанета, Урана и Кроноса, и в его глазах самым значительным демиургом является Фанет».
Т.о. умопостигаемое сущее у Амелия — парадигма всего существующего; переход [первого] умопостигаемого момента в своё инобытие, которое само уже не есть просто сущее, но только причастно этому сущему, будучи как бы становлением сущего, то есть жизнью. Это жизненное осуществление сущего не берется отдельно от сущего, но отождествляется с ним, опять возвращается к нему, становясь теперь тем, что Амелий называет мышлением.

### Диалектика мифа
Разработкой тройственности Ума Амелий также дифференцирует ноуменальную мифологию Плотина, доводя её до конструирования Ума как живого и пластического существа, волящего, приказывающего и тут же мастерски выполняющего свои собственные приказания на себе же самом.
Прокл, сравнивая Ямвлиха и Амелия, замечает, что если у Ямвлиха демиург содержит в самом себе исходный образец творения, у Амелия такой образец — уже демиург сам по себе. То есть у Ямвлиха в образце, который предшествует всему, демиургическое начало содержится пока как субстрат, «в чистом виде»; у Амелия демиург и образец тождественны:
«…[первый демиург] …создает действием рук, другой — только приказом, третий — только волей. Один рассматривается как мастер, довольствующийся трудом собственных рук, другой — как предваряющий его строитель, третий — утверждает себя прежде их обоих как царь. Отсюда, поскольку демиург есть ум, он производит все своими помышлениями; поскольку он мыслимый, он действует самим своим бытием; поскольку он бог — только своей волей».
То есть собственно Нус у Амелия трактуется почти личностно (чистое бытие Нуса ясно отождествляется с Ураном, ноуменальная жизнь — с Кроносом и ноуменальное мышление — с Фанетом), но эти ноуменальные личности пока ещё недостаточно отвлечены. Хотя до той предельно точной и логически систематичной диалектики мифа, которую позже разработал Прокл, пониманию Амелия ещё далеко, личностный момент в исконно безличной платонической диалектике у Амелия зафиксирован четко.
Т.о. мифологическая диалектика у Амелия двигается вперед в смысле общеплатонического учения о парадигме (хотя полного расчленения парадигмы и демиурга у Амелия пока нет). Тем самым Амелий делает значительный шаг от конструктивной диалектики мифа у Плотина к анализу конкретных божественных субъектов мифологии. Вдобавок к тому, что Амелий был большим почитателем религиозных обычаев и даже суеверий (вероятно, как и Нумений, был увлечен восточными вероучениями) — всем этим он оказал влияние на формирование диалектики мифа позднейших периодов неоплатонизма. В этом отношении Амелий ушёл далеко даже от своего учителя, который, создавая конструктивную диалектику мифа, воздерживался от безразличного признания всех традиционных народных верований и суеверий.

### Идея, душа, число
В своем учении об идеях Амелий признавал наличие как индивидуальных частностей (τῶν μερῶν), так и наглядно видимых общностей (τῶν εἰδῶν). Среди идей Амелий находил также идеи (и логосы) дурных вещей. Согласно Амелию, число идей настолько велико, что мир даже за все время своего существования не может их охватить.
В учении о душе Амелий также стремится дифференцировать теорию души Плотина, доказывая, что отдельные души, исходящие из Мировой Души, различаются между собой в первую очередь количественно и с точки зрения взаиморасположения.
Амелий интенсивно проводил также пифагорейскую мистику чисел, подробно характеризуя монаду, диаду, триаду и вообще все первые числа. Признавая единую Мировую Душу, Амелий приписывал ей функции, соответствующие определенным числам: монадически душа охватывает внутрикосмических богов, как диада и триада — демонов, как тетрада (2 в квадрате) и эннеада (3 в квадрате) — человеческую жизнь, как октада (2 в кубе) и эйкосигептада (3 в кубе) — доходит до низших пределов мира и с помощью «нечета» и «чета» всему придает совершенство. Этим Амелий послужил одним из источников для специального трактата о числовой мифологии у Ямвлиха.

## Анекдоты
Амелий и собственное имя. Амелий Этрусский, родовое имя которого было Гентилиан, предпочитал называть себя Америем, через «р», считая, что пристойнее иметь имя от америи (ἀμέρεια, неделимость, цельность), нежели от амелии (ἀμέλεια, беззаботность, безразличие).
Амелий и Плотин. Когда однажды Амелий, человек очень богобоязненный, всякое новолуние и всякий праздничный день ходивший по всем храмам, предложил пойти с ним Плотину, тот сказал: «Пусть боги ко мне приходят, а не я к ним!».

## Сочинения
- Amelii Neoplatonici Fragmenta. Athen, 1956.
- Idem. Amelius von Etrurien. Sein Leben und seine Philosophie. Beitrag zur Geschichte des Neoplatonismus. Athen, 1956.